# アルーナス・ヴァリンスカス
アルーナス・ヴァリンスカス（Arūnas Valinskas、1966年11月28日 - ）はリトアニアの俳優、テレビプロデューサーである。ラズディヤイ出身。近年は政治家としても活躍している。2008年リトアニア議会選挙で当選、リトアニア議会の議長も務めた。
既婚で、2児の父。妻はリトアニアの歌手でテレビの司会者でもあるインガ・ヴァリンスキエネ。彼女もまたセイマス議会議員である（2008年 - ）。

## 経歴
ヴィリニュス大学を卒業。法学修士。

### 俳優・プロデューサー
1990年代、ヴァリンスカスはテレビ業界に携わるようになった。 "Arena" 、 "Taip ir Ne" 、 "Dviračio šou" 、 "Kelias į Žvaigždes, Žvaigždžių Vartai" といった有名なテレビ番組を生んだ。また、コンサートなども手がける。

### 政治家
2008年、議会選挙が行われる前に国民復興党を設立し、党首に就任。10月に出馬しパスヴァリス＝パネヴェジース（第47）小選挙区では敗北するも比例区で当選。その後リトアニア議会議長就任に伴い党首の座をレイモンダス・ディニウスに譲った。その後、マフィアグループとの付き合いが暴露され、大統領による辞任勧告を受けるがこれを拒否。議会の不信任決議によって、9月15日、議長の座から追放された。
2011年9月、国民からの支持を失った国民復興党は自由中道同盟に吸収合併され、ヴァリンスカスも自由中道同盟に所属することとなった。
2012年リトアニア議会選挙でヴァリンスカスは自由中道同盟から出馬、シルテ＝パゲゲイ（第32）小選挙区では候補者10名中8番目の人気で落選した。自由中道同盟は比例区でも議席を獲得することができなかったためヴァリンスカスの当選はならず、ヴァリンスカスは失職した。